# Žarko Jovanović
Žarko Jovanović Jagdino (serb. Жарко Јовановић; ur. 26 grudnia 1925 w Batajnicy, zm. 26 marca 1985 w Paryżu) – serbski muzyk i kompozytor romskiego pochodzenia. Wirtuoz gry na bałałajce, skomponował hymn społeczności romskiej – Djelem, Djelem. Członek grupy muzycznej Ansambl Jarka Jovanovića, sekretarz ds. kultury Międzynarodowego Komitetu Romów.

## Życiorys
Jovanović urodził się w dzielnicy Batajnica na przedmieściach Belgradu w 1925 roku. W czasie II wojny światowej więziony był w trzech obozach koncentracyjnych. W późniejszym czasie wstąpił do Narodowej Armii Wyzwolenia Jugosławii. W czasie działań wojennych Jovanović stracił większość swojej rodziny. Do Paryża przeniósł się 21 lutego 1964 roku. Jovanović był znanym działaczem romskim. Brał udział w dwóch pierwszych kongresach Romów, w 1971 pod Londynem, i w 1978 w Genewie. Na II Kongresie Romów został ministrem kultury romskiej. W czasie pobytu we Francji stał się znany z gry na bałałajce, rosyjskim instrumencie ludowym. Jovanović zmarł w Paryżu w 1985 roku.
Ma trzech synów: Slobodana, Petro i Dragomira.